# Бойл, Дэнни
Дэ́нни Бойл (англ. Danny Boyle, род. 20 октября 1956, Манчестер, Великобритания) — британский кинорежиссёр и продюсер, получивший всемирную известность после выхода его фильма «На игле».

## Биография
Дэнни Бойл родился в Манчестере (Англия) в ирландской семье ревностных католиков.
Будучи подростком посещал церковную школу, его семья полагала, что Дэнни станет священником.
Но в возрасте 13 лет, послушавшись совета священника, он решил не поступать в семинарию.
Окончил Бангорский университет в Уэльсе.
Карьеру начал с работы в театре. С 1982 по 1985 год работал арт-директором Королевского придворного театра, и ещё в течение двух последующих лет — заместителем директора.
В 1980-х Бойл продолжил карьеру на телевидении. Он выступил режиссёром двух эпизодов успешного британского сериала «Инспектор Морс» по романам Колина Декстера.
Режиссёрским дебютом стал триллер «Неглубокая могила». Фильм получил положительные оценки критиков и имел коммерческий успех. Громкий успех ожидал следующий фильм Бойла — «На игле». После не очень успешного фильма «Жизнь хуже обычной» Бойлу было доверено снять фильм «Пляж» с находившимся в зените славы Леонардо Ди Каприо в главной роли. Несмотря на большие ожидания, фильм с 50-миллионным бюджетом был встречен довольно холодно и собрал сравнительно скромную кассу.
Следующим проектом Бойла стал малобюджетный фильм ужасов «28 дней спустя», сценарий к которому написал автор «Пляжа» Алекс Гарленд. Кассовые сборы превысили бюджет в 10 раз, а сам фильм получил огромное количество положительных отзывов, положив начало новой волне зомби-хоррора и заработав статус «культовый». В 2007 году вышло продолжение под названием «28 недель спустя», режиссёром которого стал испанец Хуан Карлос Фреснадильо, а Бойл выступал в качестве исполнительного продюсера.
После фильма «28 дней спустя» последовала криминальная комедия «Миллионы» и фантастический фильм «Пекло» с Киллианом Мёрфи и Роуз Бирн.
Всемирную славу Бойлу принёс его следующий фильм — «Миллионер из трущоб», который получил премию «Оскар» как лучший фильм 2008 года.
В конце 2010 года на экраны вышел следующий фильм Бойла — «127 часов», основанный на реальных событиях с американским альпинистом (в главной роли — Джеймс Франко).
В начале 2011 года на сцене Королевского национального театра состоялась премьера спектакля «Франкенштейн» с Бенедиктом Камбербэтчем и Джонни Ли Миллером в главных ролях. Спектакль имел оглушительный успех и признание критиков. Позже запись спектакля была показана в кинотеатрах по всему миру в рамках проекта National Theatre Live.
В 2012 году Бойл поставил церемонию открытия летних Олимпийских игр в Лондоне. Его работа получила преимущественно восторженные оценки.

## Фильмография
| Год       | Название                 | Оригинальное название                 | Режиссёр   | Продюсер    | Сценарист  | Примечания               |
| --------- | ------------------------ | ------------------------------------- | ---------- | ----------- | ---------- | ------------------------ |
| 1987      | —                        | The Rockingham Shoot                  |            | Да          |            | телефильм                |
| 1987      | Вместо Венеры Милосской  | The Venus de Milo Instead             | Да         |             |            | телефильм                |
| 1987      | Скаут                    | Scout                                 | Да         | Да          |            | телефильм                |
| 1989      | Слон                     | Elephant                              |            | Да          |            | телефильм                |
| 1989      | Ночной дозор             | The Nightwatch                        | Да         | Да          |            | телефильм                |
| 1989      | Обезьяны                 | Monkeys                               | Да         | Да          |            | телефильм                |
| 1989—1993 | Сценарий                 | Screenplay                            | Да (3 эп.) |             |            | телесериал               |
| 1990—1992 | Инспектор Морс           | Inspector Morse                       | Да (2 эп.) |             |            | телесериал               |
| 1991      | —                        | For the Greater Good                  | Да (3 эп.) |             |            | телесериал               |
| 1993      | Девственницы мистера Ро  | Mr. Wroe’s Virgins                    | Да (3 эп.) |             |            | мини-сериал              |
| 1994      | Неглубокая могила        | Shallow Grave                         | Да         |             |            |                          |
| 1994      | Один экран               | Screen One                            |            |             | Да (1 эп.) | телесериал               |
| 1996      | На игле                  | Trainspotting                         | Да         |             |            |                          |
| 1997      | Жизнь хуже обычной       | A Life Less Ordinary                  | Да         |             |            |                          |
| 1997      | Город близнецов          | Twin Town                             |            | Да          |            |                          |
| 1997      | Хэмиш Макбет             | Hamish Macbeth                        |            |             | Да (2 эп.) | телесериал               |
| 2000      | Пляж                     | The Beach                             | Да         |             |            |                          |
| 2001      | Шлюха                    | Strumpet                              | Да         |             |            | телефильм                |
| 2001      | Пылесосить голышом в раю | Vacuuming Completely Nude in Paradise | Да         |             |            | телефильм                |
| 2002      | 28 дней спустя           | 28 Days Later                         | Да         |             |            |                          |
| 2004      | Миллионы                 | Millions                              | Да         |             |            |                          |
| 2007      | Пекло                    | Sunshine                              | Да         |             |            |                          |
| 2007      | 28 недель спустя         | 28 Weeks Later                        |            | Да          |            |                          |
| 2008      | Любовный треугольник     | Alien Love Triangle                   | Да         |             |            | короткометражный фильм   |
| 2008      | Миллионер из трущоб      | Slumdog Millionaire                   | Да         |             |            |                          |
| 2010      | 127 часов                | 127 Hours                             | Да         | Да          | Да         |                          |
| 2011      | Франкенштейн             | Frankenstein                          | Да         |             |            | театральная постановка   |
| 2013      | Транс                    | Trance                                | Да         | Да          |            |                          |
| 2014      | —                        | Half Awake                            |            | Да          |            | короткометражный фильм   |
| 2014      | Вавилон                  | Babylon                               | Да (1 эп.) | Да (4 эп.)  |            | мини-сериал              |
| 2015      | Стив Джобс               | Steve Jobs                            | Да         | Да          |            |                          |
| 2017      | T2: Трейнспоттинг        | Trainspotting 2                       | Да         | Да          |            |                          |
| 2017      | Битва полов              | Battle of the Sexes                   |            | Да          |            |                          |
| 2017      | —                        | The Alternativity                     |            | Да          |            | документальный телефильм |
| 2018      | Траст                    | Trust                                 | Да (3 эп.) | Да (10 эп.) |            | телесериал               |
| 2019      | Yesterday                | Yesterday                             | Да         | Да          |            |                          |
| 2022      | Пистол                   | Pistol                                | Да         | Да          |            | мини-сериал              |
| 2025      | 28 лет спустя            | 28 Years Later                        | Да         | Да          |            |                          |

## Награды и номинации

### Награды
- 1994 — премия «Серебряная раковина» Международного кинофестиваля в Сан-Себастьяне за лучшую режиссуру — за фильм «Неглубокая могила»
- 1995 — награда Александра Корда Британской Академии кино и телевидения — за фильм «Неглубокая могила»
- 1996 — премия «Золотая игла» Международного кинофестиваля в Сиэтле за лучшую режиссуру — за фильм «На игле»
- 1997 — премия BAFTA за фильм «На игле»
- 2008 — премия «Золотой глобус» за лучшую режиссуру за фильм «Миллионер из трущоб»
- 2009 — премия «BAFTA» за «Миллионер из трущоб»
- 2009 — премия «Оскар» за лучший фильм 2008 года «Миллионер из трущоб»

### Номинации
- 1996 — награда Александра Корда Британской Академии кино и телевидения за фильм «На игле»
- 1996 — премия «Империя» за лучшую режиссуру за фильм «Неглубокая могила»
- 1997 — премия «Империя» за лучшую режиссуру за фильм «На игле»
- 2000 — премия Берлинского кинофестиваля за фильм «Пляж»